# Eugatha thermochroa
Eugatha thermochroa là một loài bướm đêm trong họ Noctuidae.